# Flotta Bianca

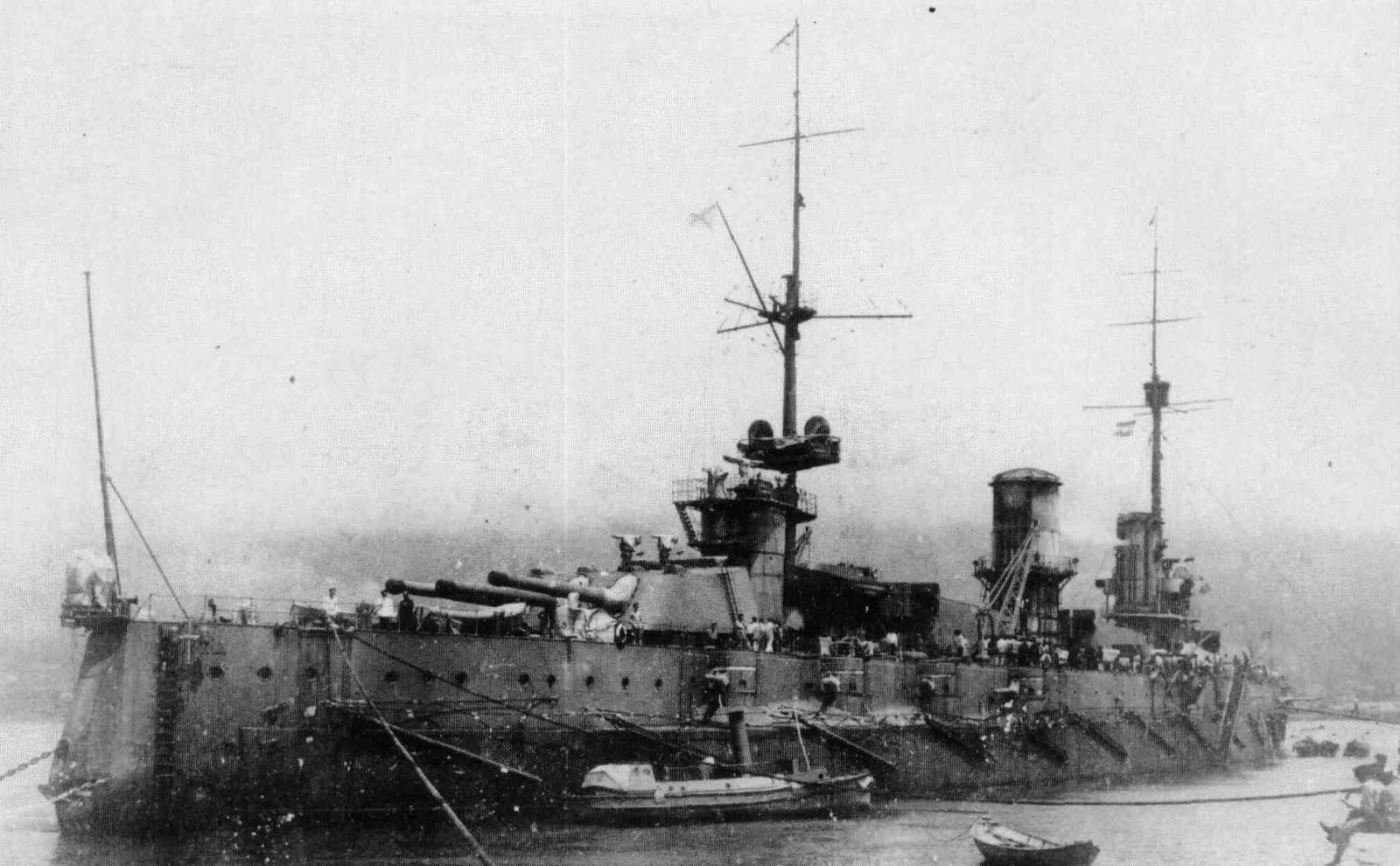
La nave da battaglia Volja della flotta antibolscevica nel 1918

La Flotta Bianca (in russo Белый флот?, Belyj flot) era una formazione navale dell'Armata bianca nella Guerra Civile del 1918-1922 in Russia, che comprendeva flotte, flottiglie, distaccamenti e altre formazioni di navi ausiliarie.
La flotta, di stanza nel mar Nero e nei porti siberiani, comprendeva sia le navi da guerra che di costruzione speciale, sia le navi mobilitate e requisite.
Il personale era costituito da ufficiali di marina e marinai della flotta militare e mercantile russa, oltre che da ufficiali di eserciti dell'armata bianca, le cui unità navali erano subordinate alla leadership dell'armata bianca.
Nel governo dell'ammiraglio Aleksandr Vasil'evič Kolčak, c'era il ministero della Marina, guidato dal contrammiraglio Michail Ivanovič Smirnov, che tentò di controllare l'intera flotta.
Tuttavia, la gestione della flotta era sostanzialmente limitata dalla situazione politica e militare.

## Flotta del Mar Nero
La flotta bianca del Mar Nero fu fondata nel gennaio del 1918 a Novorossijsk come parte dell'armata bianca.
Nel luglio del 1919, la base della flotta del Mar Nero fu trasferita a Sebastopoli.
La flotta del Mar Nero era subordinata al comando del barone Pëtr Nikolaevič Vrangel' dell'armata bianca, e per questo fu chiamata anche "flotta di Vrangel'".
La flotta fu comandata in varie occasioni dal viceammiraglio Vasilij Aleksandrovič Kanin; dal viceammiraglio Michail Pavlovič Sablin; dal viceammiraglio Dmitrij Vsevolodovič Nenjukov; dal viceammiraglio Aleksandr Michajlovič Gerasimov, dal viceammiraglio Michail Aleksandrovič Kedrov, dal contrammiraglio Michail Andreevič Berens.
La flotta fu la prima a includere il requisito rompighiaccio denominato Poleznyj ("Utile"), il sottomarino Tjulen' ("Sigillo") e la cannoniera "K-15".
Nell'aprile 1919, grazie all'aiuto del capitano V. A. Potap'ev e del capitano A. N. Stal'novatyj, l'incrociatore "Kagul" si unì a loro.
Nell'estate del 1919 la flotta contava già più di 10 navi da guerra e navi di altra tipologia.
La flotta divenne particolarmente numerosa nel 1920: comprendendo oltre 120 navi, tra cui la nave da guerra "Generale Alekseev", 1 incrociatore, 3 incrociatori ausiliari, 8 cacciatorpediniere e 9 cannoniere.
La flotta del Mar Nero includeva il distaccamento marittimo della difesa del Mar d'Azov a lui subordinato, che comprendeva 8 cannoniere.
Dal maggio 1919, questo distaccamento operò sul Mar d'Azov, nel luglio del 1919, in seguito col mutare della situazione, il distaccamento venne trasferito sul fiume Dnepr.
Dal dicembre 1919, il secondo distaccamento di navi della flotta del Mar Nero apparve sul Mar d'Azov, tra cui la nave da guerra "Rostislav", 12 cannoniere e un certo numero di altre navi.
A seconda della situazione, questo distaccamento veniva periodicamente rinforzato da due o tre cacciatorpediniere da Sebastopoli.

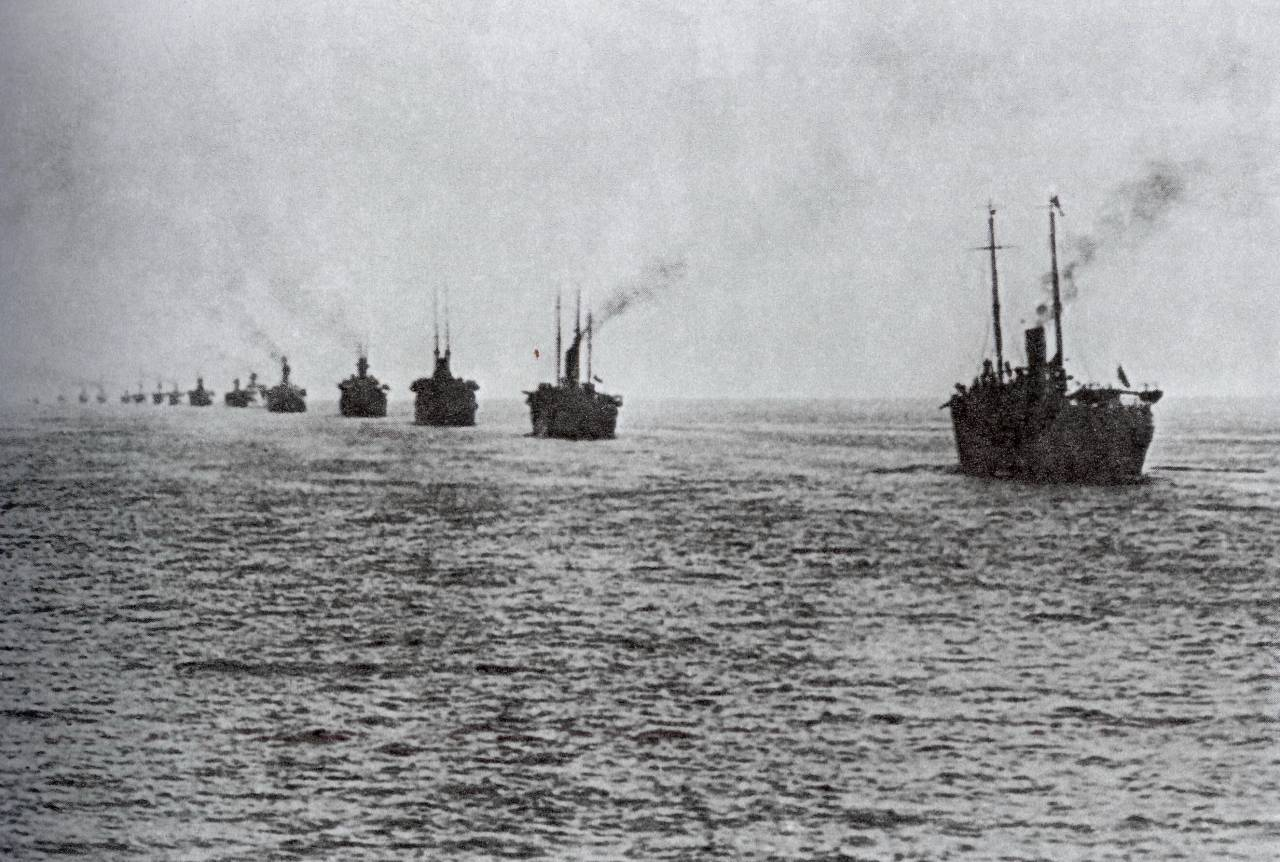
La flotta del mar Nero nel 1920

Le navi della flotta del Mar Nero hanno partecipato alle operazioni di sbarco dell'esercito russo al comando del barone Vrangel', trasporto truppe, supporto di fuoco alle forze di terra, e servizio posamine, combattendo il naviglio in forza all'Armata Rossa, dopo la sconfitta dell'esercito di Vrangel' navi della flotta hanno evacuato truppe e rifugiati dalla Crimea.
Nel novembre 1920, la Flotta Bianca del Mar Nero fu trasformata in squadrone e fino al 1924 aveva sede nel porto di Biserta in Tunisia.
Nel 1924 lo squadrone russo fu sciolto e le sue navi furono trasferite nell'URSS.
In seguito, le navi trasferite all'Unione Sovietica rimasero a Biserta, e successivamente furono vendute alla Francia.

## Flottiglia Siberiana
La flottiglia siberiana passata sotto il comando del Movimento Bianco nel mese di luglio 1918, in cui sono stati catturate diverse navi della flottiglia: incrociatore ausiliario, cannoniera, cinque cacciatorpediniere, nove cacciatorpediniere, 13 trasporti, e altre imbarcazioni ausiliarie.
La flottiglia fu comandata in varie occasioni dal contrammiraglio Sergej Nikolaevič Timirëv, dal contrammiraglio M. Fedorovič, dal contrammiraglio Michail Andreevič Berens, dal contrammiraglio Georgij Karlovič Stark.
Dopo la costituzione della Repubblica dell'Estremo Oriente nel 1920-1921, la flottiglia entrò a far parte della flotta rivoluzionaria popolare della Repubblica dell'Estremo Oriente.
Durante le ostilità, ha condotto una serie di operazioni di sbarco.
Nel mese di ottobre 1922 dopo la sconfitta dei "bianchi" le unità della flotta che riuscirono ad evacuare da Vladivostok portò con sé 10.000 rifugiati.
Questo distaccamento si diresse verso le Filippine giungendo a destinazione nel gennaio 1923.
Sulla rotta, alcune delle navi affondarono.
Arrivati nelle Filippine, le navi furono poi vendute.
Infine, con il conseguente assorbimento della Repubblica dell'Estremo Oriente le navi rimaste a Vladivostok, alla fine entrarono a far parte delle forze navali della flotta rossa costituendo quello che sarebbe diventato il primo nucleo della flotta sovietica del Pacifico.